# 佛山市顺德区东逸湾实验学校
佛山市顺德区东逸湾实验学校（英文“Foshan Shunde East Coast Experimental School”，原名广东实验中学顺德学校（简称“顺德省实”），是位于中国广东省佛山市顺德区由广东实验中学与广东东逸湾教育投资有限公司于2008年共同创建的民办完全中学。

## 小学部
佛山市顺德区东逸湾实验学校（小学部）（英文“Foshan Shunde East Coast Experimental Primary School”），原名广东实验中学顺德学校附属小学（简称“省实附小”，通称“顺德省实附小”），是位于中国广东省佛山市顺德区由广东实验中学与广东东逸湾教育投资有限公司于2014年共同创建的民办小学。

## 更名
2021年9月18日，为落实关于变更民办学校名称相关法律法规及意见文件精神，广东实验中学顺德学校及其小学部更名为佛山市顺德区东逸湾实验学校。